# Amina Mohammed
Amina J. Mohammed (Liverpool, 27 juni 1961) is een Brits-Nigeriaanse diplomate en politica. Daarvoor was ze van 2015 tot 2016 Nigeriaans minister van Milieu en was ze een belangrijke speler in het post-2015-ontwikkelingsagendaproces.

## Biografie
Amina Jane Mohammed werd geboren als dochter van een Hausa-Fulani Nigeriaanse dierenarts-officier en een Britse verpleegster. Ze is de oudste van vijf dochters.
Amina Mohammed ging naar een lagere school in Kaduna en Maiduguri in Nigeria en Buchan school in Isle of Man. In 1989 ging ze naar het Henley Management College. Nadat ze klaar was met haar studie eiste haar vader dat ze terugkeerde naar Nigeria.

## Carrière
Tussen 1981 en 1991 werkte Amina Mohammed samen met Archcon Nigeria, een architectonisch ontwerpbureau in samenwerking met Norman en Dawbarn United Kingdom. In 1991 richtte ze het Afri-Projects Consortium op en van 1991 tot 2001 was ze er uitvoerend directeur van.
Van 2002 tot 2005 coördineerde Mohammed de Task Force on Gender and Education voor het Millennium Project van de Verenigde Naties. Mohammed trad later op als senior speciale assistent van de president van Nigeria over de millenniumdoelstellingen voor ontwikkeling (MDG's). In 2005 werd ze belast met de coördinatie van nigeriaanse schuldverlichtingsfondsen voor het bereiken van de MDG's. Haar mandaat omvatte het ontwerpen van een virtueel armoedefonds met innovatieve benaderingen van armoedebestrijding, begrotingscoördinatie en monitoring, evenals het verstrekken van advies over relevante kwesties met betrekking tot armoede, hervorming van de publieke sector en duurzame ontwikkeling.
Mohammed werd later de oprichter en CEO van het Center for Development Policy Solutions en als adjunct-professor voor het Master's in Development Practice-programma aan de Columbia University. Gedurende die tijd was ze lid van tal van internationale adviesraden en panels, waaronder het High-level Panel on Post-2015 Development Agenda van de secretaris-generaal van de VN en de Independent Expert Advisory Group on the Data Revolution for Sustainable Development. Ze was ook voorzitter van de adviesraad van de Global Monitoring Report on Education (GME) van de United Nations Educational, Scientific and Cultural Organization (UNESCO).
Vanaf 2012 was Mohammed een belangrijke speler in het post-2015 ontwikkelingsagendaproces en diende hij als speciaal adviseur van VN-secretaris-generaal Ban Ki-moon voor ontwikkelingsplanning na 2015. In deze rol fungeerde zij als schakel tussen de secretaris-generaal, zijn panel van vooraanstaande personen op hoog niveau (HLP) en de open werkgroep (OWG) van de Algemene Vergadering, naast andere belanghebbenden. Vanaf 2014 was ze ook lid van de onafhankelijke adviesgroep van deskundigen van de secretaris-generaal over de datarevolutie voor duurzame ontwikkeling.

### Minister van Milieu (2015–2017)
Mohammed diende als federaal minister van Milieu in het kabinet van president Muhammadu Buhari van november 2015 tot februari 2017. Gedurende die tijd was ze Nigeria's vertegenwoordiger in de stuurgroep voor hervormingen van de Afrikaanse Unie (AU), voorgezeten door Paul Kagame. Op 24 februari 2017 nam ze ontslag uit de Nigeriaanse Federale Uitvoerende Raad.
In 2017 werd Mohammed door een belangenbehartigingsgroep beschuldigd van het verlenen van illegale vergunningen aan Chinese bedrijven om bedreigd Nigeriaans hout te importeren tijdens haar termijn als Nigeriaanse minister van Milieu. De Nigeriaanse regering heeft de beweringen ontkend.

### Plaatsvervangend secretaris-generaal van de Verenigde Naties (2017-heden)
In januari 2017 kondigde de secretaris-generaal van de Verenigde Naties, António Guterres, zijn voornemen aan om Mohammed te benoemen tot plaatsvervangend secretaris-generaal van de Verenigde Naties. In deze hoedanigheid is zij lid van de Interagency Coordination Group on Antimicrobial Resistance (IACG) van de VN.

### Andere activiteiten
- Africa Europe Foundation (AEF), lid van de groep op hoog niveau inzake de betrekkingen tussen Afrika en Europa (sinds 2020) [15]
- Global Partnership for Sustainable Development Data, lid van de Raad van Bestuur (sinds 2017) [16]
- ActionAid, International Right to Education Project, lid van de Raad van Advies
- Bill & Melinda Gates Foundation, lid van de adviesraad van het Global Development Program
- Hewlett Foundation, lid van de Raad van Bestuur
- International Development Research Centre, lid van de Raad van Bestuur
- International Gender Champions (IGC), Lid [17]
- Institute of Scientific and Technical Information of China (ISTIC), lid van de adviesraad
- Young Global Leaders van het World Economic Forum, lid van de Raad van Bestuur

## Onderscheidingen
- 2006 - Order of the Federal Republic [18]
- 2007 - Nigeriaanse Women's Hall of Fame [19]
- 2015 - Ford Family Notre Dame Award voor internationale ontwikkeling en solidariteit [20]
- 2017 - Diplomat of the Year Awards [21]
- 2018 - Sarraounia chieftaincy titel van Niger in 2018, geïnstalleerd door de koningen van dat land [22]
- 2018 - BBC 100 Women voor haar werk als plaatsvervangend secretaris-generaal van de Verenigde Naties [23]
- 2019 - Global Citizen Prize World Leader Award [24]

## Persoonlijk leven
Mohammeds dochter, Nadine Ibrahim, is filmregisseur. 
- Library of Congress Control Number: no2020047010
- Virtual International Authority File: 182158669856727201094
- WorldCat: E39PBJv8FfkBbg7vftbykdRxjC